# Spaniens flotta

Spanska flottans emblem.

Spaniens flotta (spanska: Armada Española) är den marina försvarsgrenen i Spanien och en av de äldsta aktiva flottorna i världen. 

## Historia
Den spanska flottan är ansvarig för anmärkningsvärda insatser i världshistorien som upptäckten av Amerika, den första världsomseglingen och upptäckten av en sjöväg från Fjärran Östern till Amerika över Stilla havet (Urdanetas rutt).
Under tre århundraden spelade spanska flottan en avgörande defensiv och logistisk roll i spanska imperiet. Det var en del av ett stort handelsnätverk som seglade Stilla havet från Asien till Amerika och Atlanten från Amerika till Europa och eskorterade galeonkonvojer. Den spanska flottan var den mäktigaste maritima styrkan i världen under 1500- och början 1600-talet. Efter en successiv minskning under andra hälften av 1600-talet återupplivades den efter spanska tronföljdskriget och under en stor del av 1700-talet var den den tredje starkaste i världen.

## Personal och materiel
Den spanska marinens grundorganisation består av 22 000 stamanställda sjömän och 5 000 stamanställda marininfanterister. Flottan har 1 amfibiefartyg, 10 fregatter och fyra ubåtar. Marininfanteriet är organiserat i en amfibiebrigad och tre basjägarregementen. Marinflyget har helikoptrar och stridsflygplan av typen McDonnell Douglas Harrier II. Flottans huvudbaser är belägna i Rota, Ferrol, San Fernando och Cartagena.

## Organisation
- Almirante General Jefe de Estado Mayor de la Armada (AJEMA) - chefen för marinen
  - Cuartel General de la Armada (CGA) - marinhögkvarteret
  - La Flota - den operativa flottan
    - Fuerza de Acción Naval (FAN) - sjöstridsstyrkan
    - Fuerza de Acción Marítima (FAM) - understödsstyrkan (sjömätning, trängfartyg, forskningsfartyg, övningsfartyg)
    - Fuerza de Infantería de Marina (FIM) - Spaniens marininfanteri
    - Flotilla de Aeronaves (FLOAN) - marinflygflottiljen
    - Flotilla de Submarinos (FLOSUB) - ubåtsflottiljen
    - Centro de Evaluación y Certificación para el Combate (CEVACO) - utbildningscentrum
    - Centro de Doctrina de la Flota (CEFLOT) - doktrincentrum

  - Apoyo a la Fuerza - organisatoriskt stöd
    - Jefatura de Personal (JEPER) - personal
    - Jefatura de Apoyo Logístico (JAL) - logistik
    - Dirección de Asuntos Económicos de la Armada (DAE) - ekonomi

Källa: